# André de Jong
Adrianus Joseph Petrus Hubertus (André) de Jong (Schiedam, 23 oktober 1896 – Düsseldorf, 26 februari 1957) was een Nederlands ondernemer. Hij was de grondlegger van het merk Andrélon.

## Loopbaan
Voortkomend uit een distillateursfamilie, begon André de Jong in 1915 voor zichzelf. Na in de jaren twintig de kapsalon in het Amstel Hotel te hebben gepacht en daar relaties opbouwde met latere financiers, realiseerde hij in de jaren twintig en dertig, tijdens de crisis van de jaren 1930, een omvangrijke keten van kapsalons. Voor die keten ontwikkelde hij en zijn medewerkers vanaf eind jaren 1930 zelf producten. Dit is de oorsprong van het voor Nederlandse consumenten en marketeers iconische Andrélon merk.
Kort na de Tweede Wereldoorlog werd daarnaast begonnen met het ontwikkelen, produceren en verkopen van specialistische chemische producten, ditmaal voor een internationale markt. In 1947 werd voor deze snel groeiende chemie-activiteit een verkoopkantoor gevestigd in Düsseldorf, West-Duitsland en in 1956 een productiebedrijf met researchfacilititen in Emmerik, Andrélon was inmiddels in Nederland uit aan het groeien tot een nationaal bekend cosmetica merk.
De Jong overleed in 1957 na een hartfalen in Düsseldorf. Na zijn overlijden werden de chemische activiteiten voortgezet onder de naam Chem-Y, tegenwoordig een integraal onderdeel van KAO Chemicals. Andrélon behoort sinds 1992 tot de Unilever merken.